# Hackelia ciliata
Hackelia ciliata är en strävbladig växtart som först beskrevs av David Douglas och Johann Georg Christian Lehmann, och fick sitt nu gällande namn av Ivan Murray Johnston. Hackelia ciliata ingår i släktet Hackelia och familjen strävbladiga växter. Inga underarter finns listade i Catalogue of Life.